# Allein zu zweit
Allein zu zweit (Originaltitel: À nous deux) ist ein französisch-kanadisches Filmdrama von Claude Lelouch aus dem Jahr 1979 mit Catherine Deneuve und Jacques Dutronc in den Hauptrollen.

## Handlung
Der musisch begabte Simon feiert 1951 seinen achten Geburtstag im Kreis seiner Familie und Freunde. Sein Vater gehört zu einer kriminellen Bande und wird eines Tages erschossen, als die Polizei ihn und seine Männer in einen Hinterhalt lockt. Simon wächst daraufhin in Paris bei Tonton, einem Freund seines Vaters, auf. Wegen Diebstahl landet der erwachsene Simon im Gefängnis, wo er zu Weihnachten für alle Insassen Klavier spielen und singen darf. Eines Tages gelingt Simon die Flucht, worauf ihm der alt gewordene Tonton dabei helfen will unterzutauchen. Nach einem erneuten Coup gelangt Simon versteckt in einem Viehwagen voller Schafe in die Provence, wo er in der Hütte eines alten Ehepaars Unterschlupf findet. Auch die ehemalige Apothekerin Françoise, die eigentlich Cellistin werden wollte, sucht bei ihnen Zuflucht vor der Polizei. Sie stieg einst ins Gaunergeschäft ein, indem sie Männer verführte, deren Ehefrauen die Scheidung einreichen wollten und dafür Beweise für die Untreue ihrer Gatten benötigten. Daraufhin spezialisierte sie sich auf die Erpressung von Politikern, die sich keine Skandale leisten konnten.
Zunächst ist Françoise gegenüber Simon sehr reserviert. Sie wurde einst bei einem Überfall auf die Apotheke ihres Vaters vergewaltigt und vertraut seither den Männern nicht mehr. Als die Polizei über Tonton die Hütte findet, können Françoise und Simon auf einem Motorrad fliehen. Mit einem gestohlenen Wagen erreichen sie schließlich die Französische Riviera, von wo aus sie mit einem Boot auf das offene Meer hinausfahren, kurz darauf in ein Motorboot umsteigen und die eigentlichen Besitzer in dem kleineren Boot zurücklassen. Danach treffen sie auf eine Yacht und geben vor, einen Motorschaden zu haben. An Bord der Yacht ziehen Simon und Françoise jeweils eine Pistole und erbeuten allerhand Bargeld und Schmuck. Anschließend fahren sie mit dem Motorboot weiter. Erneut auf dem Festland, werden sie im Radio als „Bonnie und Clyde der Côte d’Azur“ bezeichnet. Sie entschließen sich jedoch, fortan getrennte Wege zu gehen.
Beim Versuch, mit einem Flugzeug ins Ausland zu fliehen, wird Françoise festgenommen. Als sie mit dem Zug in Begleitung zweier Polizisten nach Paris gebracht werden soll, wird sie bei einem Zwischenhalt in Lyon von einem der Polizisten freigelassen, dessen Frau sich in Simons Gewalt befindet. Nach dem Austausch der beiden Frauen glauben die Polizisten, Simon und Françoise seien mit einem Auto unterwegs. Sie nehmen jedoch den Zug nach Le Havre. Von dort aus fahren sie mit einem Frachter nach Kanada, wo sie im Hafen von Québec in einer Frachtkiste auf einen Lastwagen verladen werden. Kurz vor der Grenze zu den Vereinigten Staaten werden sie abgesetzt. Trotz meterhohem Schnee und eisiger Kälte gehen sie zu Fuß weiter. Nachdem sie die Grenze passiert haben, wollen sie in einem Schnellrestaurant etwas essen. Als sie dort von einer Gruppe Halbstarker provoziert werden, zieht Simon seine Waffe und verlangt die Schlüssel ihres Autos. Er und Françoise fahren daraufhin in ein Motel. Während sie gemeinsam duschen, treffen mehrere Polizeiwagen vor dem Motel ein. Über ein Megafon werden sie vom Polizeichef aufgefordert, innerhalb von fünf Minuten mit erhobenen Händen ihr Zimmer zu verlassen. Françoise ruft die Rezeption an und sagt dem Polizeichef, dass sie und Simon zwei Geiseln in ihrer Gewalt hätten.
Es werden ihnen schließlich zwei Fluchtautos zur Verfügung gestellt. Françoise gibt sich als Geisel aus und steigt mit Simon, der ihr seine Pistole an den Kopf hält, in das erste Auto und gemeinsam fahren sie davon. Ehe die Polizisten merken, dass sie hinters Licht geführt wurden, sind Simon und Françoise bereits verschwunden. Am nächsten Tag fahren sie per Anhalter in einem Truck Richtung New York. Dort, so hoffen sie, wollen sie auf illegale Aktivitäten verzichten und ein bürgerliches Leben führen. Während der Fahrt träumt Françoise, dass sie in einem mondänen Hotel gemeinsam Musik spielen: Simon am Klavier und sie selbst am Cello.

## Hintergrund

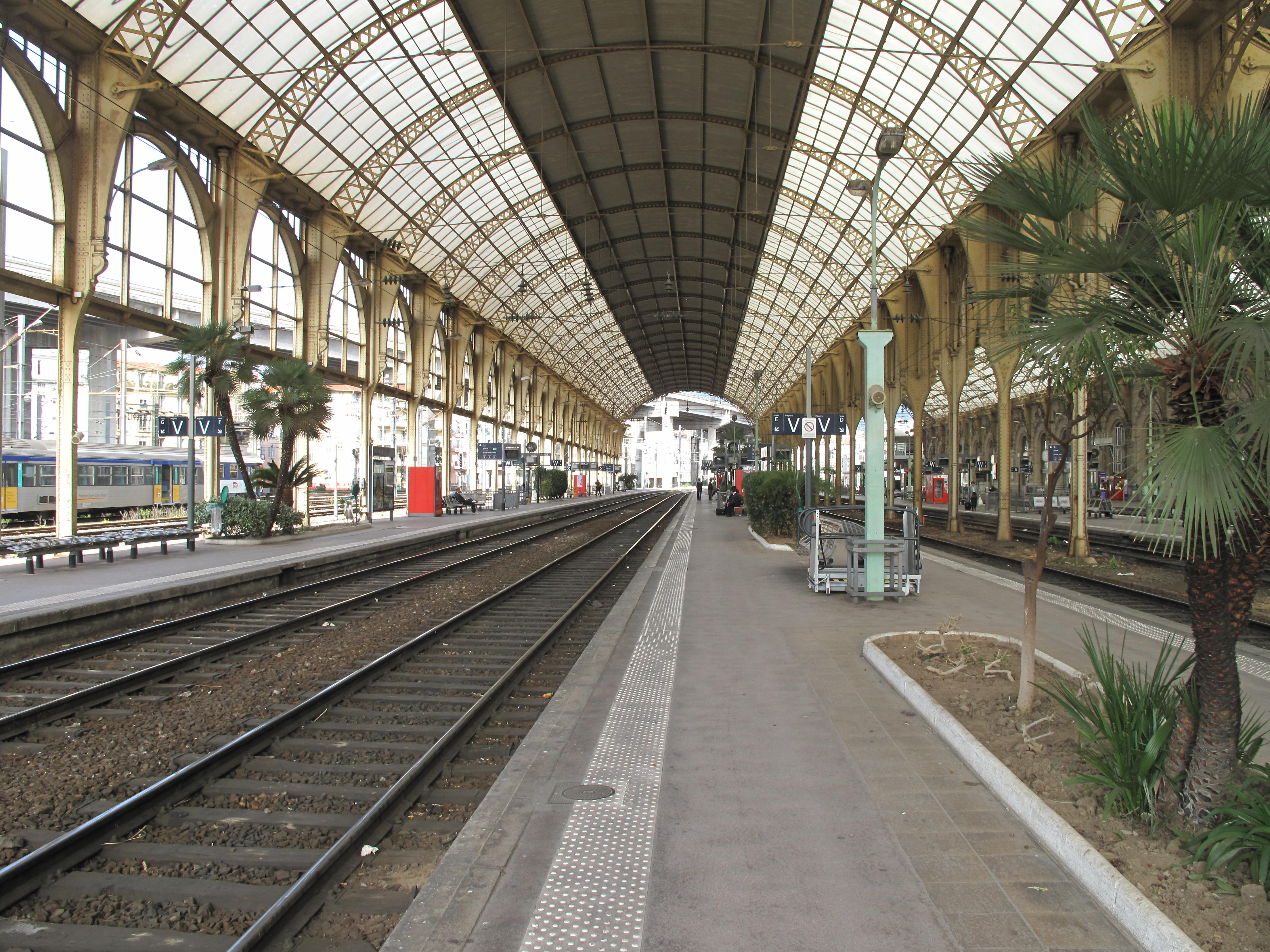
Der Bahnhof Nice-Ville in Nizza, ein Schauplatz des Films

Die Dreharbeiten fanden von Anfang Januar bis Ende Februar 1979 in Le Havre, Marseille, Nizza, Paris und im US-amerikanischen Plattsburgh statt. Als Szenenbildner kamen dabei Jean-Louis Povéda und Claude Marchand zum Einsatz, für die Kostüme war Marie-Françoise Pérochon verantwortlich. In Statistenrollen sind auch Simon Lelouch, der Sohn des Regisseurs, und Chiara Mastroianni, Tochter von Catherine Deneuve und Marcello Mastroianni, zu sehen.
Allein zu zweit feierte am 23. Mai 1979 seine Premiere bei den Internationalen Filmfestspielen von Cannes, wo der Film außerhalb des Wettbewerbs lief. Am 23. Januar 1980 ging er in Frankreich in den allgemeinen Verleih. In Deutschland wurde der Film erstmals am 7. März 1980 in den Kinos gezeigt. 2005 und 2010 erschien er auf DVD.

## Kritiken
Das Lexikon des internationalen Films sah in Allein zu zweit eine „[m]it Witz und Ironie, in gemächlichem Tempo entwickelte Geschichte, die von deutlicher Sympathie für die Helden getragen wird und gute Unterhaltung bietet“. Cinema zufolge habe Regisseur Claude Lelouch „seine ‚Bonnie und Clyde‘-Version mit verblüffend modern wirkenden Zeitmontagen [erzählt]“. Es handle sich zusammengefasst um eine „[s]chöne Amour fou mit französischem Charme“.
Prisma sprach von einem „gut gespielten wie romantischen Mix aus Liebesfilm und Gangsterballade“ und war der Auffassung, dass „[b]esonders die darstellerischen Leistungen von Catherine Deneuve und Jacques Dutronc als umherziehendes Gangsterpaar“ dem Film „Witz und Ironie“ verleihen.

## Deutsche Fassung
Die deutsche Synchronfassung entstand 1980 bei der Molo-Film in München.
| Rolle                           | Darsteller          | Synchronsprecher     |
| ------------------------------- | ------------------- | -------------------- |
| Françoise Duroc                 | Catherine Deneuve   | Viktoria Brams       |
| Simon Chassaigne / Simons Vater | Jacques Dutronc     | Elmar Wepper         |
| Tonton Musique                  | Jacques Villeret    | Harry Kalenberg      |
| Mimile                          | Paul Préboist       | Günther Sauer        |
| Fotograf                        | Bernard Le Coq      | Michael Schwarzmaier |
| Zézette                         | Gilberte Géniat     | Monika Greving       |
| Tata Musique                    | Évelyne Ker         | Maddalena Kerrh      |
| Alain                           | Bernard Crombey     | Manfred Seipold      |
| Minister                        | Guy Rétoré          | Reinhard Glemnitz    |
| Kommissar                       | Xavier Saint-Macary | Eberhard Mondry      |
| Bliche                          | Gérard Caillaud     | Hans Korte           |